# Châtelain (Mayenne)
Châtelain és un municipi francès situat al departament de Mayenne i a la regió de País del Loira. L'any 2007 tenia 476 habitants.

## Demografia

### Població
El 2007 la població de fet de Châtelain era de 476 persones. Hi havia 176 famílies de les quals 44 eren unipersonals (24 homes vivint sols i 20 dones vivint soles), 52 parelles sense fills, 72 parelles amb fills i 8 famílies monoparentals amb fills.
La població ha evolucionat segons el següent gràfic:
Habitants censats

### Habitatges
El 2007 hi havia 194 habitatges, 173 eren l'habitatge principal de la família, 9 eren segones residències i 12 estaven desocupats. 192 eren cases i 2 eren apartaments. Dels 173 habitatges principals, 123 estaven ocupats pels seus propietaris, 48 estaven llogats i ocupats pels llogaters i 2 estaven cedits a títol gratuït; 1 tenia una cambra, 6 en tenien dues, 26 en tenien tres, 43 en tenien quatre i 97 en tenien cinc o més. 156 habitatges disposaven pel capbaix d'una plaça de pàrquing. A 74 habitatges hi havia un automòbil i a 88 n'hi havia dos o més.

### Piràmide de població
La piràmide de població per edats i sexe el 2009 era:
| Homes | Edats   | Dones |
| ----- | ------- | ----- |
| 0     | 95 o +  | 0     |
| 0     | 90 a 94 | 0     |
| 0     | 85 a 89 | 0     |
| 4     | 80 a 84 | 4     |
| 0     | 75 a 79 | 4     |
| 16    | 70 a 74 | 0     |
| 12    | 65 a 69 | 8     |
| 8     | 60 a 64 | 12    |
| 12    | 55 a 59 | 8     |
| 12    | 50 a 54 | 8     |
| 8     | 45 a 49 | 12    |
| 8     | 40 a 44 | 16    |
| 24    | 35 a 39 | 12    |
| 20    | 30 a 34 | 28    |
| 12    | 25 a 29 | 12    |
| 8     | 20 a 24 | 12    |
| 12    | 15 a 19 | 8     |
| 24    | 10 a 14 | 8     |
| 16    | 5 a 9   | 16    |
| 16    | 0 a 4   | 28    |

## Economia
El 2007 la població en edat de treballar era de 290 persones, 222 eren actives i 68 eren inactives. De les 222 persones actives 204 estaven ocupades (110 homes i 94 dones) i 18 estaven aturades (9 homes i 9 dones). De les 68 persones inactives 19 estaven jubilades, 24 estaven estudiant i 25 estaven classificades com a «altres inactius».

### Ingressos
El 2009 a Châtelain hi havia 171 unitats fiscals que integraven 478 persones, la mediana anual d'ingressos fiscals per persona era de 15.515 €.

### Activitats econòmiques
Dels 14 establiments que hi havia el 2007, 1 era d'una empresa extractiva, 1 d'una empresa de fabricació d'altres productes industrials, 6 d'empreses de construcció, 2 d'empreses de comerç i reparació d'automòbils, 1 d'una empresa de transport, 1 d'una empresa financera, 1 d'una empresa immobiliària i 1 d'una empresa de serveis.
Dels 6 establiments de servei als particulars que hi havia el 2009, 1 era una fusteria, 2 lampisteries, 2 electricistes i 1 agència immobiliària.
L'any 2000 a Châtelain hi havia 28 explotacions agrícoles que ocupaven un total de 1.110 hectàrees.

## Equipaments sanitaris i escolars
El 2009 hi havia una escola elemental.

## Poblacions més properes
El següent diagrama mostra les poblacions més properes.